# Fagraea auriculata
Fagraea auriculata är en gentianaväxtart. Fagraea auriculata ingår i släktet Fagraea och familjen gentianaväxter.

## Underarter
Arten delas in i följande underarter:
- F. a. auriculata
- F. a. parviflora